# 铬酰氟
铬酰氟是一种无机化合物，化学式 CrO2F2。它是一种紫红色晶体（也有文献报道为橙色晶体），液态时为红橙色。

## 结构
液态和气态的 CrO2F2 都是四面体型的，对称群 C2v，这类似于铬酰氯。铬酰氟在固态下二聚成含有桥接氟的二聚体（O2Cr(μ-F)4CrO2），空间群 P21/c。其中的 Cr=O 键长为 157 pm，Cr–F 键长则为 181.7、186.7和209.4 pm。铬是六配位的，为扭曲八面体型结构。

## 历史和制备
纯铬酰氟于 1952年首次分离，由Alfred Engelbrecht和Aristid von Grosse报告。在19世纪早期，加热萤石、铬酸盐和硫酸的混合物时，它首次以红色蒸汽的形式被观察到。这些红色蒸汽最初被认为是CrF6，尽管一些化学家认为这是结构类似 CrO2Cl2的CrO2F2。Fredenhagen 研究氟化氢与碱金属铬酸盐的反应，第一次成功合成铬酰氟。后来，von Wartenberg 通过用氟气处理铬酰氯来制备不纯的 CrO2F2。Wiechert进行了另一次尝试，它在 -40℃下用HF处理重铬酸盐，产生不纯的CrO2F2液体。
Engelbrecht 和von Grosse的CrO2F2制备方法包括三氧化铬被氟化剂氟化：
CrO3   +   2 HF   →   CrO2F2   +   H2O
这个反应是可逆的，水会重新把 CrO2F2水解成CrO3。
其它方法包括氯的氟化物、碳酰氟和一些金属六氟化物的氟化：
CrO3   +   2 ClF   →   CrO2F2   +   Cl2   +   O2
CrO3   +   COF2   →   CrO2F2   +   CO2
CrO3   +   MF6   →   CrO2F2   +   MOF4       (M = Mo, W)
最后一种方法涉及钨和钼的六氟化物。据Green和Gard报道，该方法是获得大量纯CrO2F2非常简单和有效的途径。在120 °C下，产率是100%。正如从MoF6和WF6的相对反应性所预期的那样，六氟化钼的反应比六氟化钨更容易进行。

## 反应
铬酰氟是一种强氧化剂，可以把烃氧化成酮或羧酸。它也可以用来制备其它铬酰化合物。类似其它氟化物，CrO2F2 与玻璃和石英反应，因此需要无硅塑料或金属容器来处理它。它在无机系统中的氧化性也已被探索。铬酰氟可以和金属氧化物反应：
CrO2F2   +   MO   →   MF2   +   CrO3
铬酰氟也会把硼和硅的氧化物变成氟化物。
在全氟庚烷溶剂中，铬酰氟会于碱金属和碱土金属的氟化物，产生橙色的氟铬酸盐：
CrO2F2   +   2 MF   →   M2CrO2F4
铬酸氟和路易斯酸反应，从酸酐中得到羧基类配体并产生酰氟副产物：
CrO2F2   +   2 (CF3CO)2O   →   CrO2(CF3COO)2   +   2 CF3COF